# Günter Wolf (Physiker)
Günter Wolf (* 23. November 1937 in Ulm; † 29. Oktober 2024) war ein deutscher experimenteller Elementarteilchenphysiker und Hochschullehrer.

## Werdegang
Wolf studierte in Tübingen und Hamburg. Er war von dessen Anfängen 1961 an am Teilchenbeschleuniger DESY in Hamburg und war dort nach einem mehrjährigen Aufenthalt am SLAC (von 1967 bis 1970, später nochmals 1984/85) ab 1971 leitender Wissenschaftler. Er war dort maßgeblich am Nachweis des Gluons (1979) in der Tasso-Kollaboration am Speicherring Petra beteiligt, deren Sprecher er zeitweise war. 1985 war er Sprecher der ZEUS-Kollaboration am Hera-Beschleuniger des DESY. Er war Professor in Hamburg.
2011 erhielt er die Stern-Gerlach-Medaille. 1995: High Energy and Particle Physics Prize der EPS.

## Schriften
- mit Paul Söding: Experimental evidence on QCD, Annual Review Nucl. Part. Sci., Band 31, 1981, 231–293